# Volta Limburg Classic 2025
La Volta Limburg Classic 2025, cinquantesima edizione della corsa e valevole come evento dell'UCI Europe Tour 2025 categoria 1.1, si svolse il 5 aprile 2025 su un percorso di 189,8 km, con partenza e arrivo a Eijsden, nei Paesi Bassi. La vittoria fu appannaggio del neozelandese Dion Smith, il quale completò il percorso in 4h23'22", alla media di 43,24 km/h, precedendo l'olandese Frank van den Broek e il danese Niklas Larsen.
Sul traguardo di Eijsden 47 ciclisti, dei 129 partiti dalla medesima località, portarono a termine la competizione.

## Squadre e corridori partecipanti
| N.      | Cod. | Squadra                    |
| ------- | ---- | -------------------------- |
| 1-7     | ADC  | Alpecin-Deceuninck         |
| 11-17   | IWA  | Intermarché-Wanty          |
| 21-27   | TVL  | Team Visma-Lease a Bike    |
| 31-37   | LOT  | Lotto                      |
| 41-47   | TFB  | Team Flanders-Baloise      |
| 51-57   | RKT  | Unibet Tietema Rockets     |
| 61-67   | WB2  | Wagner Bazin WB            |
| 71-77   | VWT  | VolkerWessels Cycling Team |
| 81-87   | UNI  | Universe Cycling Team      |
| 101-107 | MET  | Metec-Solarwatt p/b Mantel |

| N.      | Cod. | Squadra                             |
| ------- | ---- | ----------------------------------- |
| 111-117 | DCC  | Diftar Continental Cyclingteam      |
| 121-127 | BCY  | Beat Cycling Team                   |
| 131-137 | SQD  | Soudal Quick-Step Devo Team         |
| 141-147 | LKH  | Team Lotto Kern-Haus PSD Bank       |
| 151-157 | TIS  | Tarteletto-Isorex                   |
| 161-167 | ICA  | Israel Premier Tech Academy         |
| 171-177 | BPC  | BHS-PL Beton Bornholm               |
| 181-187 | DPP  | Development Team Picnic PostNL      |
| 191-197 | A6D  | Atom 6 Bikes-Decca Continental Team |

## Ordine d'arrivo (Top 10)
| Pos. | Corridore         | Squadra     | Tempo    |
| ---- | ----------------- | ----------- | -------- |
| 1    | Dion Smith        | Intermarché | 4h23'22" |
| 2    | F. van den Broek  | DT Picnic   | s.t.     |
| 3    | Niklas Larsen     | BHS         | s.t.     |
| 4    | Milan Lanhove     | Flanders    | s.t.     |
| 5    | Jonathan Vervenne | Soudal DT   | s.t.     |
| 6    | Jelle Johannink   | Unibet      | a 4"     |
| 7    | Milan Menten      | Lotto       | s.t.     |
| 8    | Henri Uhlig       | Alpecin     | s.t.     |
| 9    | S. De Schuyteneer | Lotto       | s.t.     |
| 10   | Hugo Hofstetter   | Israel Aca. | s.t.     |